# Peruphasma schultei
Peruphasma schultei är en insektsart som beskrevs av Oskar V.Conle och Frank H.Hennemann 2005. Peruphasma schultei ingår i släktet Peruphasma och familjen Pseudophasmatidae. Inga underarter finns listade i Catalogue of Life.
Naturligt finns arten i Peru, Sydamerika men inte så mycket är känt om dess naturliga ekologi. Till skillnad från många andra vandrande pinnar är arten gonochorist, dvs hanar och honor är olika individer. I fångenskap lever de upp till ett år och ägg tar ett par månader att kläcka efter att de lagts. Unga individer går troligen inte att enkelt könsbestämma men de vuxna skiljs lätt på storlek och form. Hanen är mindre och smal (bakkroppen ca 0.5 cm i diameter) medan honan är större och mycket rundare (upp till en centimeter  diameter på bakkroppen). Hanen sitter ofta på honans rygg under långa perioder.
Arten verkar kräsen vad gäller föda. I Sverige kan man ge dem liguster och syren. Under vinterhalvåret när dessa är svåra att få tag på fungerar Sankt Paulia, men man får se till att nyköpta växter får stå minst en månad innan de används som mat ifall växten är besprutad med insektsmedel. Man bör vara försiktig vid hantering då de verkar kunna spruta ett gift som kan ge kortvarg irriterande hosta och sveda i ögon. De försöker även avskräcka fiender genom att visa sin klarröda små vingar. 